# Gary Oldman
Sir Gary Leonard Oldman (Londres, 21 de març de 1958) és un actor de cinema i teatre, productor i músic anglès guanyador del premi premi Oscar, Globus d'Or, Premis BAFTA, SAG, així com molts premis de la crítica internacional. En els seus inicis, Oldman fou membre de la Royal Shakespeare Company i s'ha guanyat el reconeixement de molts com un dels grans actors de la seva generació. Després d'una carrera desigual degut a la tria de projectes que han rebut rebuig de la crítica, Oldman rebé enormes reconeixements per interpretar a Winston Churchill a la pel·lícula Darkest Hour, que rebé sis nominacions als Oscar. Gary Oldman era conegut com «el millor actor mai nominat a l'Oscar» fins que va ser nominat l'any 2012 per interpretar George Smiley en la pel·lícula Tinker, Tailor, Soldier, Spy. Són mítiques les seves interpretacions a les pel·lícules Dràcula de Bram Stoker, Sid and Nancy i a les franquícies de The Dark Knight, on interpreta al comissari Gordon, o Harry Potter, on donà vida a Sirius Black. Va rebre el Knight Bachelor el 2005 per Rei Carles en els seus Honors d'Aniversari.
Tingué una infància molt turbulenta, de la qual parla a la seva primera pel·lícula com a director: Nil by Mouth, on va guanyar el BAFTA al millor guió. Sempre perseguit pels seus problemes amb l'alcohol en la seva joventut, Oldman ha dedicat gran part de la seva vida a criar sol els seus fills i a fer créixer una sòlida carrera allunyat dels excessos i els conflictes.
Rebé una acusació d'una de les seves ex-mullers, que declarà que Oldman la va pegar quan li va demanar el divorci. L'acusació ha estat desmentida per escrit pel seu fill, Gulliver Oldman.

## Biografia
Gary Oldman va néixer el 21 de març de 1958 en el districte de New Cross, en el sud de Londres. Provinent d'una família humil, va sentir des de molt petit un gran interès pel cinema i el teatre. El seu pare, Leonard Bertram Oldman, era un alcohòlic que va abandonar a la seva esposa, Kathleen Cheriton, i fills quan Oldman tenia set anys. La marxa del seu pare va ser un xoc per a ell. No era un bon estudiant però es dedicava a tocar el piano i cantar, si bé va deixar de costat la música per dedicar-se plenament a l'actuació. El treball de Malcolm McDowell en The Raging Moon i A Clockwork Orange (La Taronja Mecànica) va ser una gran inspiració per a ell. Va intentar ingressar a la Royal Academy of Dramatic Art, però el van rebutjar. Malgrat això, el seu professor Roger Williams el va convèncer per aconseguir una beca i ingressar en el Rose Bruford College. Després de graduar-se, va treballar en diferents produccions a York, Colchester i en el Citizens Theatre de Glasgow. Max Stafford-Clark, director artístic del Royal Court Theatre, el va cridar per interpretar a Scopey en Les noces del papa, d'Edward Bond, que sèrie el seu primer treball important a Londres. Subsegüentment, Oldman va participar en diverses altres produccions del Royal Court Theatre, i després en la trilogia Peces de guerra, de Bond, realitzada per la Royal Shakespeare Company.

## Primers treballs
Després de diversos treballs en teatre, el 1983 va encarnar a un skinhead en Meantime, pel·lícula per a televisió dirigida per Mike Leigh. El seu primer paper protagonista al cinema va ser tres anys més tard, quan va interpretar a Sid Vicious en Sid i Nancy, biopic sobre el baixista dels Sex Pistols. La pel·lícula va ser criticada, però Oldman va rebre un premi Evening Standart British Film com a millor actor revelació i el premi London Film Critic's Circle a l'actor de l'any. La seva actuació com Sid Vicious està en la llista de "Les 100 millors interpetaciones de la història del cinema". Després va realitzar altres films alternatius. El 1987 va fer Obre't d'orelles (Prick up your ears), de Stephen Frears, on va interpretar a Joe Orton, acompanyat per Alfred Molina i Vanessa Redgrave. La pel·lícula, que va tenir una bona repercussió entre els crítics, va guanyar el premi a Millor Contribució Artística en el Festival Internacional de Cinema de Canes i Oldman va ser nominat al premi BAFTA com a millor actor.

## Salt a la fama

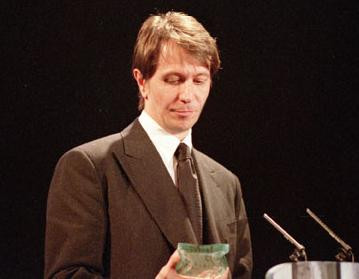
Oldman l'any 2000

Oldman ja era considerat un talent del cinema britànic a mitjans de la dècada de 1980, però va ser en els anys 90 quan va fer un pas definitiu al cinema en fer les seves primeres pel·lícules a Hollywood, amb actors i directors nord-americans tan dispars com Francis Ford Coppola, Tony Scott o Bernard Rose i actors com Winona Ryder, Demi Moore, Isabella Rossellini o Christian Slater. D'aquesta època són les seves pel·lícules més famoses, com Dràcula de Bram Stoker (Bram Stoker's Drácula, 1992) de Coppola, True Romance de Tony Scott (1993), Immortal Beloved, 1994) o The Scarlet Letter (1995), entre d'altres. En la dècada de 1990, va ser nominat a més de 13 premis importants, entre els quals va guanyar un premi Saturn al millor actor per la seva actuació com a Dràcula. Altres títols a destacar serien les dues pel·lícules del seu amic, el cineasta francès Luc Besson: El professional (1994) i El cinquè element (1997). Aquestes interpretacions el van mantenir en la primera línia de la indústria cinematogràfica fins a 1999. A partir d'aquest any, els seus treballs es van fer menys estel·lars, a excepció del seu paper en The Contendre, 2000, de Sheldon Runyon. Aquesta interpretació li va valer la nominació als Premis dels Crítics i una nominació al Screen actors Guild i una altra nominació al premi Emmy com a millor actor.

## Actuacions en aquest segle

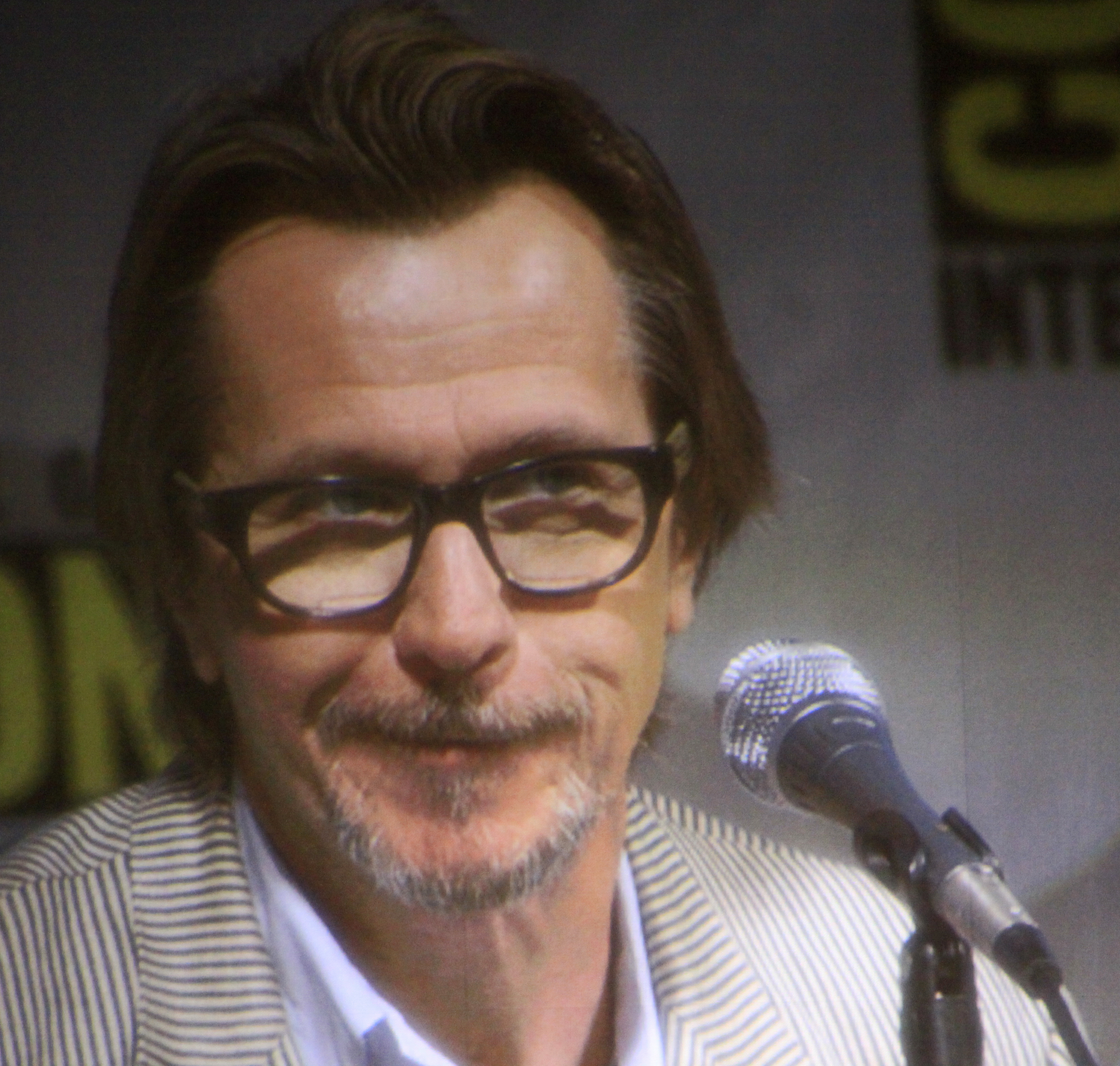
Oldman en la Convenció Internacional de Còmics de San Diego de 2009

Des de l'any 2000, Oldman ha realitzat molts altres papers, com el de Mason Verger a Hannibal (2001) de Ridley Scott. Oldman es va tornar a trobar amb Anthony Hopkins en aquesta seqüela de El Silenci dels Anyells. Havia de sotmetre's a aproximadament sis hores de maquillatge cada dia de rodatge per interpretar a Mason Verger. Va decidir rodar la pel·lícula sense rebre honoraris i va exigir que el seu nom no sortís en els títols principals. L'única referència a ell en els crèdits és al costat de la seva maquilladora.
Un pas més audaç en la seva preferència a acceptar personatges difícils d'interpretar físicament i psíquicament va ser a la pel·lícula Tiptoes (2003), de Matthew Bright. En aquest film interpreta a Rolfe, un home afectat d'acondroplàsia. Al repartiment l'acompanyen Peter Dinklage i Kate Beckinsale. L'actor es va aprimar gairebé 15 quilos i cada dia de rodatge havia d'ocultar les seves cames amb un arnés que l'obligava a romandre hores ajupit pel que, en les seves pròpies paraules, trigava hores a desentumir-se amb l'ajuda de gel. Tot i que no va ser una imposició del director, va ser idea de Oldman romandre en aquesta postura el major temps possible per poder estudiar al personatge i interpretar-lo amb el major realisme possible.
També ha actuat al costat de Denzel Washington i Mila Kunis en El llibre d'Eli. En aquesta pel·lícula va interpretar al cruel i avariciós Carnegie, qui busca un misteriós llibre amb el qual creu que podrà manejar a la seva voluntat els qui l'envolten. Ha participat també en un capítol de la comèdia Friends. Aquesta breu intervenció li va valer una nominació als premis Emmy com a millor actor convidat. El 2011 va actuar a Red Riding Hood i a Tinker, Tailor, Soldier, Spy, interpretació que li va valdre la seva primera nominació als premis Óscar com a millor actor protagonista.
El 2022 va iniciar la seva participació a la sèrie de televisió a Apple TV+ Slow Horses, basada en la sèrie de novel·les Slough House de Mick Herron, fent el paper principal de Jackson Lamb, cap de l'Slough House. La publicació on-line Rotten Tomatoes va declarar que la interpretació d'Oldman "és una classe magistral."

## Harry Potter i Batman

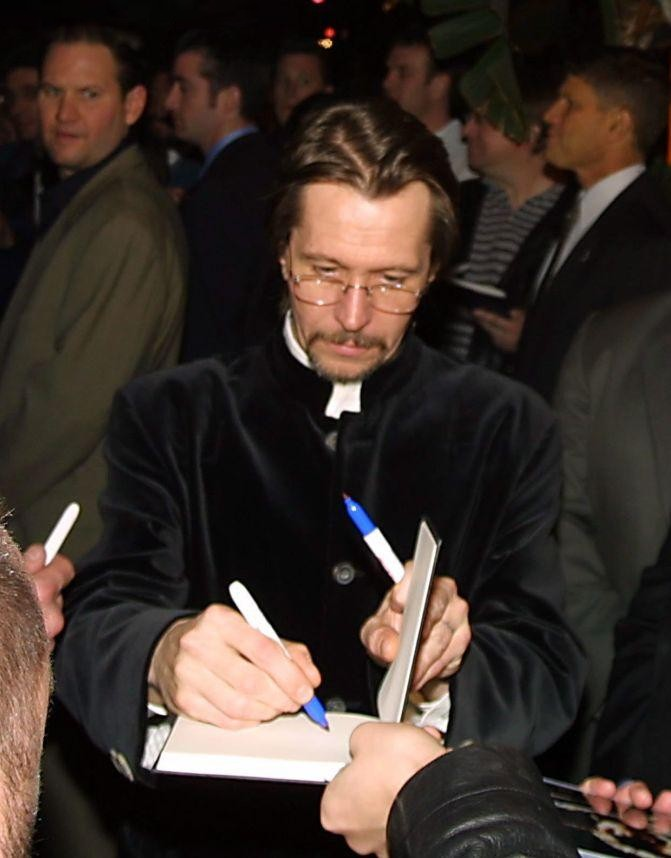
Oldman signant autògrafs en la premiere de Harry Potter i l'Ordre del Fènix

Oldman va interpretar a Sirius Black en quatre dels vuit lliuraments de Harry Potter i a James Gordon en Batman Begins, The Dark Knight i El cavaller fosc. El seu treball com Sirius Black li va valer el premi People's Choice com a dolent favorit i una nominació al Premi Saturn com a millor actor secundari. "Gary és un dels millors actors de la seva generació, i un dels més brillants, més sensibles i afectuosos amb els quals he treballat", va dir el productor David Heyman. "Sempre que veus a Gary en una pel·lícula, resulta absorbent, dinàmic i perillós. Però per dins resulta vulnerable. Aquestes qualitats de perill i calidesa són fonamentals per al paper de Sirius Black, i Gary transmet de manera molt intensa totes les complexitats emocionals del personatge". Daniel Radcliffe va declarar en una entrevista que en principi tenia por de Gary Oldman, ja que pensava que sèrie com els personatges que interpreta normalment, però que en realitat és un home molt agradable i que transmet molta seguretat: "Crec que les meves dues millors actuacions en Harry Potter són en la tercera i en la cinquena cinta, crec que és així perquè Gary Oldman estava amb mi" va dir l'actor. The Dark Knight va rebre el premis People's Choice al millor repartiment i Oldman va guanyar el Scream actors Guild com a millor actor secundari.

## Popularitat i influència
Diverses de les seves pel·lícules han estat fracassos de crítica i de taquilla, i ell mateix ho reconeix dient que es va dedicar durant anys a gravar pel·lícules cobrant molt i treballant poques hores per tal de poder cuidar dels seus fills. Però hi ha múltiples excepcions al llarg de la seva carrera i Oldman sempre s'ha mantingut en molt bona consideració a la indústria del cinema.
Té una reputació de maniàtic i de perfeccionista en extrem. Oldman es copejava el rostre quan cometia algun error als assajos de Dràcula de Bram Stoker, que van tenir lloc durant tres setmanes a la casa de Francis Ford Coppola. És capaç d'imitar diferents accents a la perfecció, com ha demostrat en diversos treballs. El seu retrat de Sid Vicious en Sid and Nancy figura en el lloc 64 en la revista "Premiere" en "Les 100 millors interpretacions de tots els temps" i en el lloc 8 en la revista Uncut "Els 10 millors actors en papers de Rock". També la seva interpretació de Stansfield a El professional ocupa el lloc 43 en la crítica de cinema online Els 100 millors vilans de tots els temps i apareix a la llista Les 100 estrelles més sexys de la història del cinema de la revista Empire el 2007.
Les seves interpretacions han servit d'inspiració per a molts actors. Brad Pitt ha descrit a Oldman actuant com "Déu". Daniel Radcliffe, per la seva banda, ha declarat que Oldman és un dels seus actors favorits i que la seva carrera és la que més li agradaria emular. Ryan Gosling l'ha descrit com el seu actor favorit. A més, molts altres actors han estat influenciats per Oldman, entre ells Christian Bale, Johnny Depp, Colin Firth, Jason Isaacs i Ben Foster (actor), entre d'altres. I altres grans noms han mostrat la seva estima pel seu treball, entre els quals Morgan Freeman i Tim Roth, que és un gran amic d'Oldman des que van treballar junts a Meantime (una pel·lícula de la televisió britànica). Anthony Hopkins també ha declarat ser un gran admirador del seu treball. Denzel Washington, que va treballar amb Oldman a El llibre d'Eli va dir en una entrevista que compartia amb els altres actors i directors que "Actuar amb Gary Oldman és com el bon sexe".
A El Talp (Tinker Tailor Soldier Spy), Oldman va entusiasmar la crítica mundial, que va descriure la seva actuació com a "superba". A Venècia els crítics no només el van apuntar com a favorit a la Copa Volpi sinó que van dir que se li hauria de donar l'Oscar, cinc mesos abans de la cerimònia. Oldman va quedar nominat i es va convertir en un dels actors més importants del 2012, però el premi se'l va endur Jean Dujardin per The Artist. John le Carré, autor del llibre, va dir que fins i tot Alec Guinness (que va interpretar a Smiley en una sèrie britànica) es posaria dempeus per aplaudir la interpretació de Oldman.
Les crítiques a les interpretacions d'Oldman han estat majoritàriament molt positives. Roger Ebert va dir: "És un dels més grans actors, capaç de jugar amb alta, baixa, vulgar i noble," mentre que Janet Maslin ho va descriure com "un actor extraordinari".

## Vida privada
Oldman sempre ha intentat portar amb discreció la seva vida privada, de la qual no se sap molt excepte els seus problemes amb l'alcohol a l'inici de la seva carrera. Mentre s'estava rodant Dràcula de Bram Stoker, va ser detingut per conduir embriac. Però després de rodar The Scarlet Letter va començar una rehabilitació i en acabar es va declarar "net". També va ser coneguda la seva turbulenta vida amorosa (s'ha divorciat tres vegades; un dels seus divorcis va ser amb la també actriu Uma Thurman). El 31 de desembre de 2008, Gary Oldman va contreure matrimoni per quarta vegada amb la cantant de jazz britànica Alexandra Edenborough a Santa Bàrbara. Al marge de les relacions amoroses Gary Oldman és un pare molt dedicat als seus fills: "La gent em pregunta per què després de fer Nil by Mouth i el seu èxit no he tornat a dirigir. Ser director exigeix una enorme quantitat de temps i dedicació. Aquests anys he estat fent pel·lícules que m'han permès guanyar un bon grapat de diners sense estar gaire temps rodant. Ara els meus fills tenen entre 14 i 12 anys i els pares dels seus amics em diuen que són educats, que demanen les coses per favor i donen les gràcies; són aquestes coses les que m'omplen de debò, he tingut molta sort en la meva carrera com a actor però el meu veritable èxit ha estat com a pare, i estic orgullós d'això.”
Va participar al video de "Since I Don't Have You", de Guns N' Roses, representant el diable. El 2013 va aparèixer en el vídeo musical de la cançó "The Next Day", de David Bowie, del mateix àlbum, representant a un sacerdot.

## Filmografia
- Meantime (TV) (1984)
- Screen Two (Serie de TV) (1985)
- Sid and Nancy (1986)
- Prick Up Your Ears (1987)
- Ruta 29 (Track 29) (1988)
- The Firm (TV) (1988)
- Llei criminal (Criminal Law) (1989)
- Chattahoochee (1989)
- El clan dels irlandesos (State of Grace) (1990)
- Rosencrantz and Guildenstern han mort (Rosencrantz and Guildenstern Are Dead) (1990)
- JFK (1991)
- Dràcula de Bram Stoker (1992)
- Amor a boca de canó (True Romance) (1993)
- Doble joc (1993)
- El professional (Léon) (1994)
- Amor immortal (Immortal Beloved) (1994)
- La lletra escarlata (The Scarlet Letter) (1995)
- Homicidi en primer grau (1995)
- El cinquè element (1997)
- Air Force One (1997)
- Perduts en l'espai (1998)
- Candidata al poder (2000)
- Hannibal (2001)
- Interestatal 60 (Interstate 60) (2002)
- El color de la venjança (Sin) (2003)
- Harry Potter i el pres d'Azkaban (2004)
- Batman Begins (2005)
- Harry Potter i el calze de foc (2005)
- Harry Potter i l'Orde del Fènix (2007)
- El cavaller fosc (2008)
- Planet 51 (2009) (veu)
- Conte de Nadal (A Christmas Carol) (2009)
- El llibre d'Eli (2010)
- Red Riding Hood (2011)
- Harry Potter and the Deathly Hallows – Part 2 (2011)
- El talp (2011)
- El cavaller fosc: la llegenda reneix (2012)
- Guns, Girls and Gambling (2012)
- El poder dels diners (Paranoia) (2013)
- RoboCop (2014)
- Dawn of the Planet of the Apes (2014)
- Darkest Hour (2017)
- Hitman and Bodyguard(2017)
- Tau (2018)
- Hunter Killer (2018)
- Killers Anonymous (2019)
- Mary (2019)
- The Laundromat (2019)
- The Courier (2020)
- A Place Among the Dead (2020)
- Mank (2020)
- Dreamland (2020)
- The Woman in the Window (2020)

## Premis i nominacions
Premis
- 1998. BAFTA al millor guió original per Nil by Mouth

Nominacions
- 1988. BAFTA al millor actor per Prick Up Your Ears
- 1998. Palma d'Or per Nil by Mouth
- 2001. Emmy al millor actor convidat en sèrie còmica per Friends
- 2012. Oscar al millor actor per El talp
- 2012. BAFTA al millor actor per El talp